# Burgos
Burgos – miasto w północnej Hiszpanii, położone na skraju Mesety Iberyjskiej nad rzeką Arlanzón, w regionie Kastylia i León, ośrodek administracyjny prowincji Burgos. Z liczbą 178 966 mieszkańców jest 37. miastem Hiszpanii i drugim (po Valladolid) miastem regionu Kastylia i León pod względem ludności.
Dawna stolica państwa, znana z katedry i łuku triumfalnego.
Burgos jest ośrodkiem przemysłowym oraz turystycznym, na którego rozwój wpłynęła biegnąca przez miasto Droga św. Jakuba, a także niewielkim, lecz rozwijającym się ośrodkiem uniwersyteckim. Na terenie miasta znajduje się również węzeł kolejowy (Burgos usytuowane jest na trasie łączącej Francję z Hiszpanią i Portugalią) i drogowy.

## Historia
Przodkowie współczesnych ludzi żyli na terenie dzisiejszego Burgos prawdopodobnie już 780 000 do 1 miliona lat temu, czego dowodzi znalezisko w Atapuerca. Rzymianie przejęli osadę od zamieszkałych tu Celtyberów. W czasach Cesarstwa Rzymskiego miasto należało najpierw do prowincji Hispania Citerior, a później do Hispanii Tarraconensis. Po Rzymianach miejscowość przejęli Swebowie, którzy zostali wypędzeni przez Wizygotów. W VIII wieku Arabowie opanowali prawie całą Kastylię, jednak nie pozostali tu wystarczająco długo, by zostawić po sobie wiele śladów. Z ich rąk miejscowość odbił Alfons III Wielki, król Asturii, oficjalnie zakładając miasto w roku 884.

### Królestwa
Królestwo Kastylii w roku 1035 odłączyło się od Królestwa Leónu, którego było hrabstwem. Królem został Ferdynand I Wielki, wcześniej hrabia Kastylii. W latach 1035–1087 Burgos było stolicą Królestwa Kastylii, po tym okresie stolicę przeniesiono do Toledo. W XI wieku miasto stało się również siedzibą katolickiego biskupstwa. Burgos było wtedy jednym z głównych przystanków ruchu pielgrzymkowego na Drodze św. Jakuba do Santiago de Compostela. Znajdowało się również na szlaku łączącym Zatokę Biskajską z południem kraju. Przyczyniło się to do rozwoju miasta i napływu zagranicznej ludności kupieckiej. W tym okresie rozpoczęto budowę katedry i klasztoru Las Huelgas.
W roku 1230 dwa sąsiadujące królestwa połączyły się w Królestwo Kastylii i Leónu, którego władcy w XIII-XIV wieku najczęściej wybierali Burgos jako swoją siedzibę. Tutaj też zazwyczaj byli grzebani po śmierci.

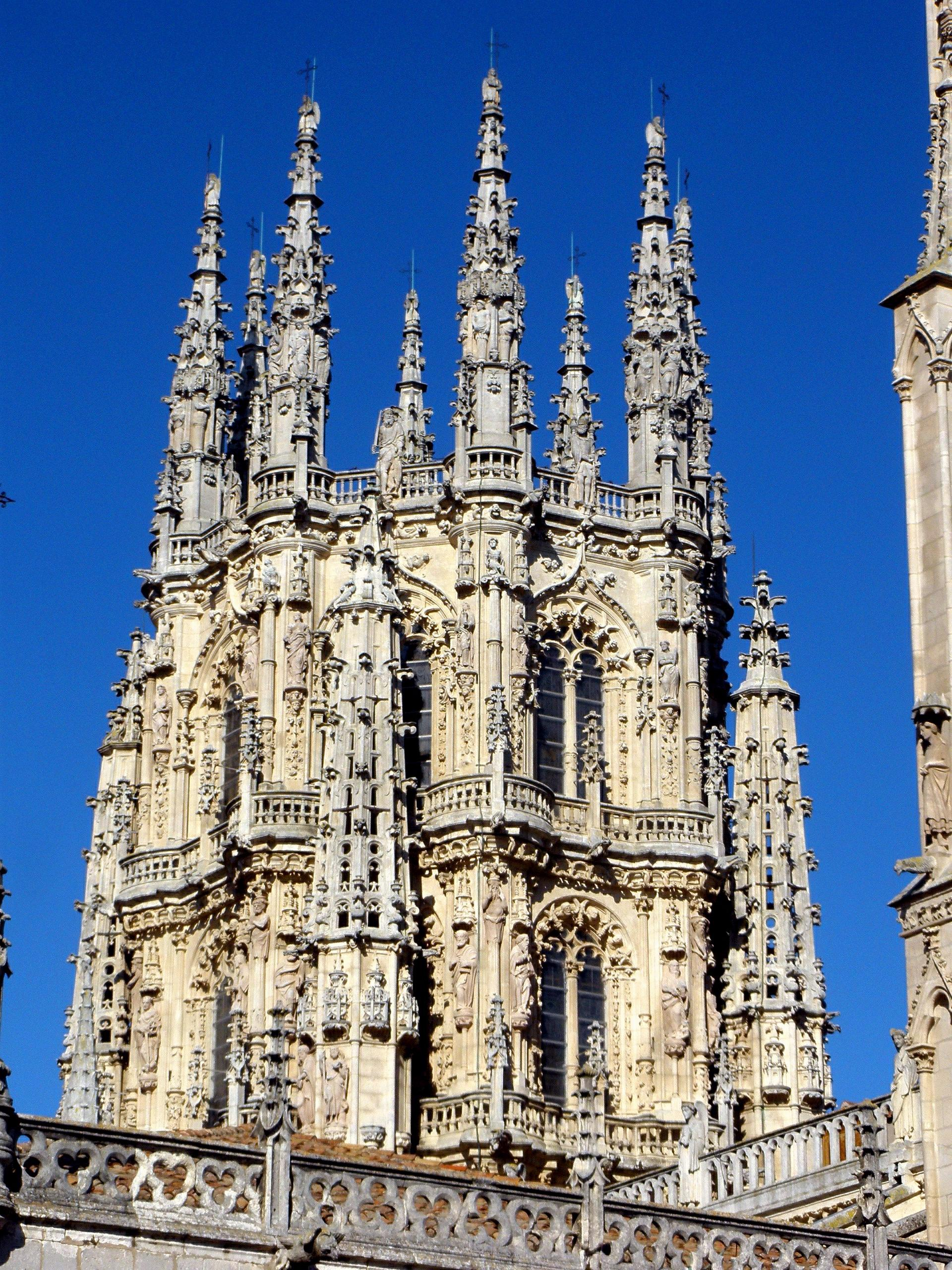
Zwieńczenie Kaplicy Konstabli przy katedrze

27 grudnia 1512 ogłoszono Prawa z Burgos (hiszp. Leyes de Burgos), pierwszy skodyfikowany zbiór praw regulujący postępowanie Hiszpanów w Ameryce. Szczególny nacisk położono na zachowanie wobec rdzennych mieszkańców kolonizowanego kontynentu.

### Złoty wiek i recesja
XV–XVI wiek zostały określone jako złoty wiek handlu w Burgos. Rozwinęło się wtedy rolnictwo, rozbudowano szlaki komunikacyjne, a napływ pieniądza wspierał rozwój kultury i sztuki. W tym okresie w katedrze dobudowano Kaplicę Konstabli (hiszp.: Capilla del Condestable), rozwijały się także klasztory. Architektura religijna prowadziła swoisty pojedynek z architekturą świecką – wzbogacona szlachta budowała przy ulicach miasta zdobne pałace. Pod koniec XVI wieku nastąpił okres recesji, głównie w wyniku kryzysu handlu wełną sprowadzaną wcześniej z Hiszpanii głównie do Flandrii. Populacja miasta spadła o połowę, a recesja trwała praktycznie do końca XVIII wieku. W XIX wieku miasto pozostawało zaledwie lokalnym centrum handlu rolniczego. Zastój gospodarczy potwierdza bardzo mały przyrost naturalny – populacja z poziomu 24 327 w roku 1827 wzrosła tylko do 30 167 w 1900.

### Dwudziesty wiek
Burgos zostało ominięte przez zniszczenia hiszpańskiej wojny domowej, jednak populacja została przetrzebiona przez pobór wojskowy. W latach 1936–1939 znajdowała się tu kwatera główna wojsk frankistowskich. Miasto odrodziło się po tych wydarzeniach dopiero w latach '50 XX wieku. Nie bez znaczenia tu był znaczny napływ ludności ze wsi, która szukała zatrudnienia w przemyśle w dobie jego rozwoju.

## Architektura

### Zabytki religijne

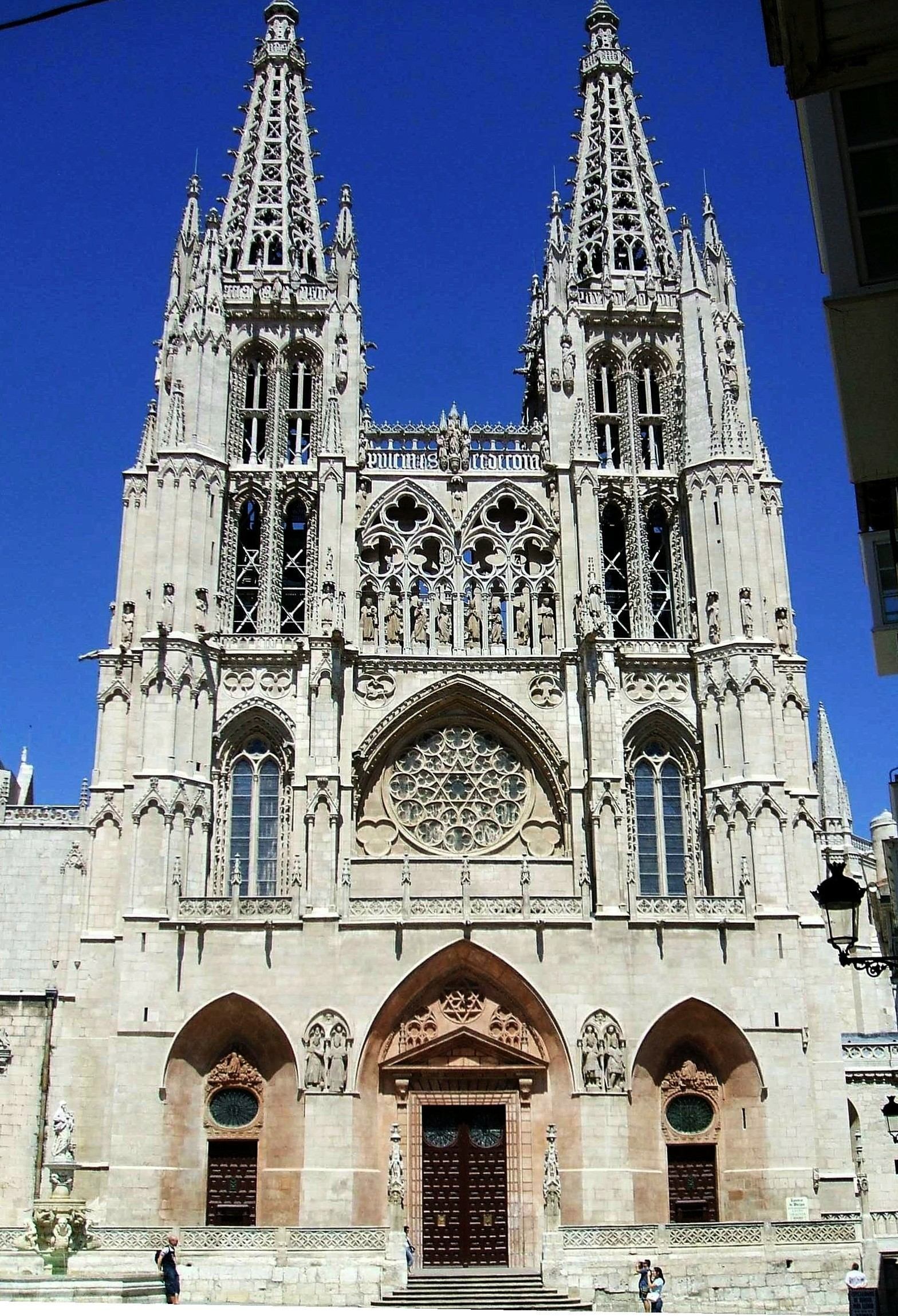
Główna fasada Katedry Świętej Marii

- Gotycka Katedra Świętej Marii, znajdująca się na liście światowego dziedzictwa UNESCO. Jest jedyną katedrą w Hiszpanii, która znalazła się na liście jako samodzielna budowla, a nie część starówki (tak jest na przykład w przypadku Salamanki, Santiago de Compostela, Ávili, Kordoby, Toledo oraz Cuenki) lub grupy budowli (jak w Sewilli). Budowę katedry rozpoczęto w roku 1221. Większość prac budowlanych wykonano w XIII–XV wieku. Zachodnia strona katedry z główną fasadą zwieńczona jest dwoma gotyckimi wieżami o ośmiokątnych iglicach, zdobionych ażurowym maswerkiem. Nawa główna składa się z trzech przęseł. W architekturze katedry przeważa styl gotycki, ma jednak również istotne elementy renesansowe i barokowe, dodane w wyniku modyfikacji z XV–XVI wieku i późniejszych z XVIII wieku.

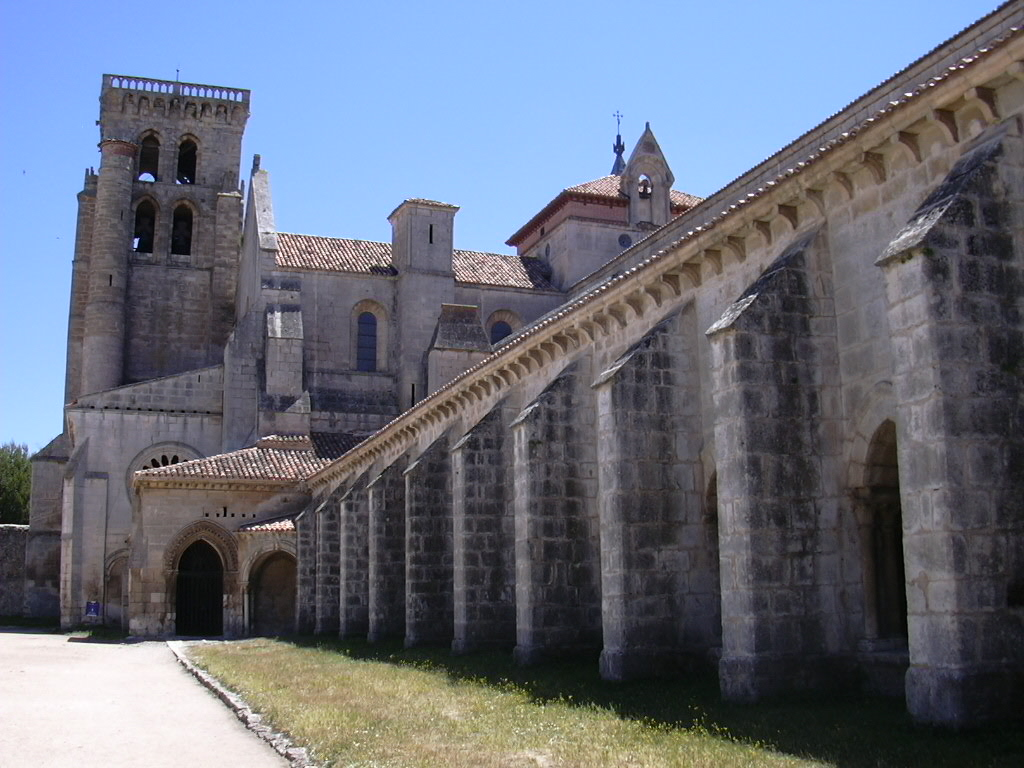
Klasztor Las Huelgas

- Cysterski klasztor żeński Las Huelgas (pełna nazwa, hiszp.: Monasterio de Santa María la Real de Las Huelgas) założony w 1180 roku przez Alfonsa VIII Szlachetnego i wspierany przez Eleonorę Kastylijską. Opactwo zbudowano na przełomie XII-XIII wieku. Nazwa Las Huelgas pochodzi od łąk nad rzeką Arlanzón, na terenie których zostały wzniesione zabudowania. Stanowi część hiszpańskiego dziedzictwa narodowego (hiszp. Patrimonio Nacional). Klasztorne muzeum prezentuje unikalną kolekcję tkanin średniowiecznych. Powstał tu Codex Las Huelgas, kodeks zawierający zbiór pieśni, pochodzący z około 1300 roku, odnaleziony w 1904 roku.
- Zespół klasztorny zakonu Kartuzów Cartuja de Miraflores położony około 3 km od centrum miasta. Założył go w 1441 roku Jan II Kastylijski, który po śmierci został pochowany w tutejszym mauzoleum wraz z żoną Izabelą Portugalską. Proste gotyckie zewnętrze budowli kontrastuje ze zdobnymi wnętrzami.
- Gotycki Kościół Świętego Stefana (hiszp. Iglesia de San Esteban) wzniesiony na przełomie XIII-XIV wieku. Budynek przekształcony został w muzeum ołtarzy. Eksponaty z XV–XVIII wieku sprowadzono z różnych miejscowości prowincji Burgos. Kult religijny został przeniesiony do Kościoła Świętego Mikołaja (Iglesia de San Nicolás de Bari).
- Kościół Świętego Idziego (hiszp. Iglesia de San Gil) z XIV–XV wieku o prostym gotyckim wyglądzie zewnętrznym i bogato zdobionych kaplicach w środku. Niedawno odnowiony barokowy ołtarz główny pochodzi z roku 1470[8].
- Kościół Świętego Mikołaja (hiszp. Iglesia de San Nicolás de Bari) istniejący od roku 1163. Obecny gotycki budynek pochodzi jednak z XV–XVI wieku. W trzynawowym kościele zwraca uwagę kamienny ołtarz autorstwa Simóna de Colonia i jego syna Francisco, którego dziełem są również dębowe drzwi wejściowe. Renesansowa fasada przedstawia sceny z życia świętego Mikołaja[9].
- Późnogotycki Kościół Matki Boskiej Miłosierdzia (hiszp. Iglesia y Convento de Nuestra Señora de La Merced) założony przez zakon mercedariuszy, budowany od roku 1498 do XVI wieku. Obecnie kościół jest siedzibą parafii ojców Jezuitów, natomiast część dawnych zabudowań klasztornych została przekształcona w hotel NH Palacio de la Merced[10].
- Wczesnobarokowy Kościół Świętego Wawrzyńca (hiszp. Iglesia de San Lorenzo el Real) zbudowany w latach 1684-1694 przez Jezuitów, którzy zostali jednak wygnani w XVIII wieku. Po tym zdarzeniu świątynia stała się kościołem parafialnym.
- Kościół Świętej Agaty (hiszp. Iglesia de Santa Águeda o Santa Gadea), gotycka świątynia z XV wieku.

### Zabytki świeckie

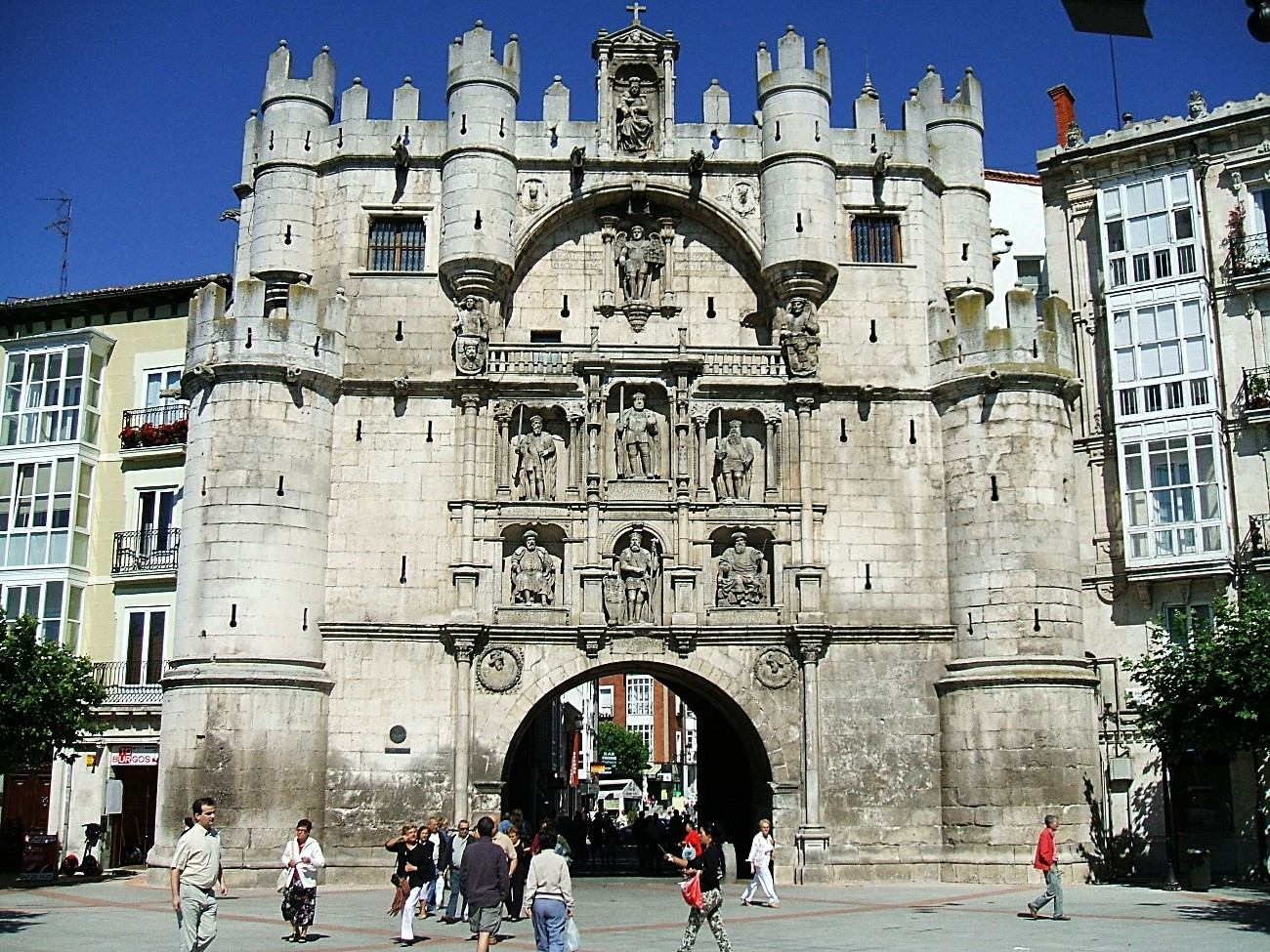
Łuk triumfalny Arco de Santa Maria

- Łuk triumfalny Arco de Santa Maria – jedna z dwunastu średniowiecznych bram miejskich. Łuk należy do najbardziej charakterystycznych zabytków Burgos. Znajduje się pomiędzy Mostem Świętej Marii na rzece Arlanzón a Plaza de San Fernando, gdzie stoi katedra. Wybudowany w XIV wieku, w latach 1536-1553 został całkowicie przebudowany przez Juana de Vallejo i Francisco de Colonia jako pomnik ku czci króla Karola I Hiszpańskiego. Łuk zbudowany jest z typowego dla okolicy białego kamienia wapiennego. Zwieńczony blankami kształt nadany w XVI wieku budowla zachowała do dziś.

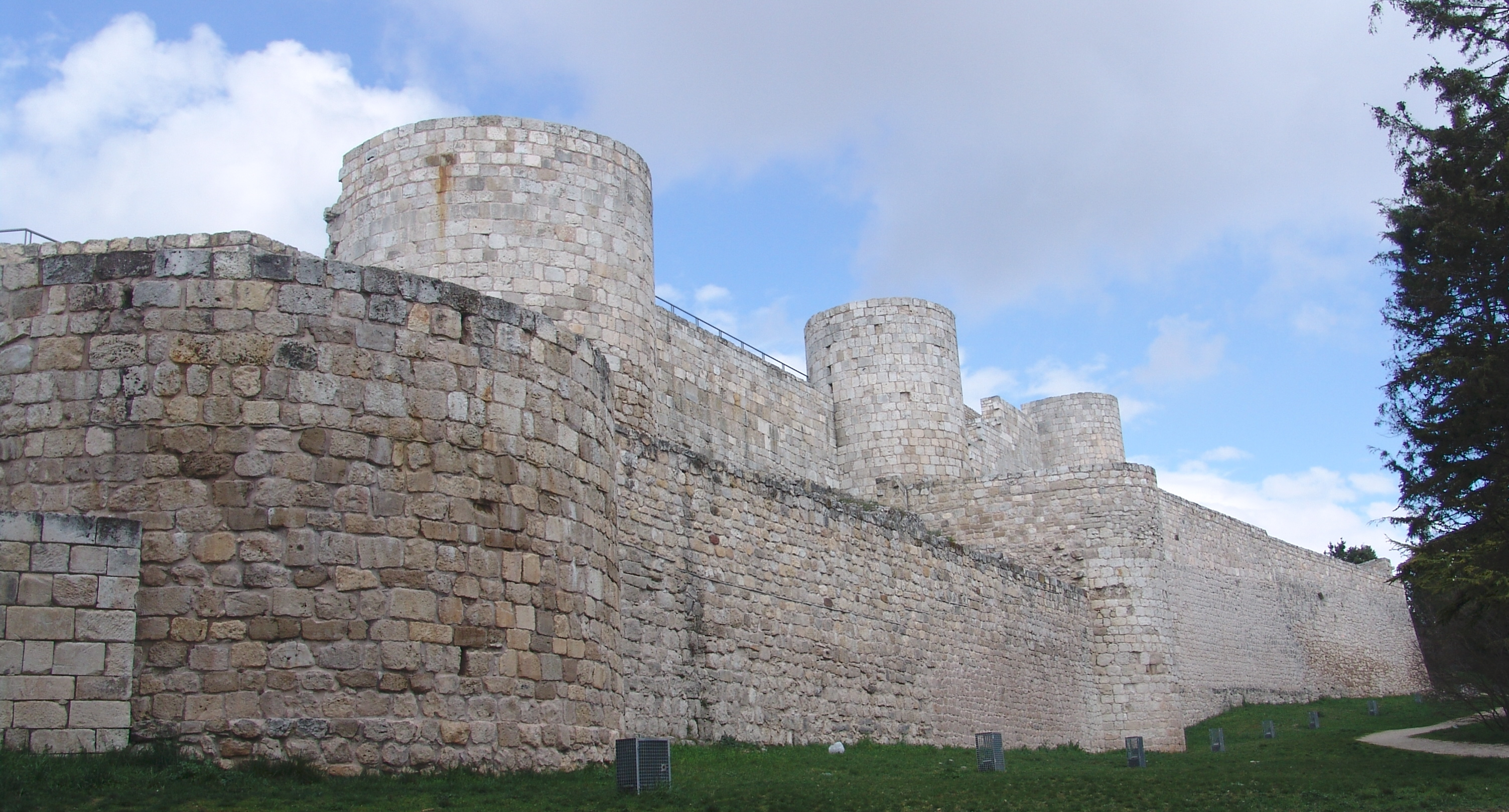
Zamek w Burgos

- Zamek w Burgos (hiszp. Castillo de Burgos) – twierdza znajdująca się na wzgórzu 75 m powyżej miasta. Zbudowany został w czasie rekonkwisty przez hrabiego Kastylii, Diego Rodrígueza Porcelosa w roku 884.
- Casa del Cordón – popularna nazwa Pałacu Konstabli Kastylii (hiszp. Palacio de los Condestables de Castilla). Konstabl Kastylii był drugą po królu najważniejszą postacią w królestwie. Szósty konstabl Kastylii, Pedro Fernández de Velasco, uznał, że osoba piastująca tak godny urząd potrzebuje równie godnej rezydencji. Zaowocowało to rozpoczęciem budowy Casa del Cordón w 1476 roku, zakończonej na przełomie XV–XVI wieku. Od zakończenia budowy pałac był sceną wydarzeń politycznych wysokiej rangi. W 1497 roku Królowie Katoliccy przyjęli tu Krzysztofa Kolumba przed jego drugą wyprawą do Ameryki. Obecnie w Casa del Cordón mieści się Centrum Kultury o znaczącej roli w skali kraju. W ostatnich latach odbywały się tu wystawy dzieł znanych artystów, m.in. Pablo Picasso, Joana Miró, Andy’ego Warhola i Salvadora Dalego.
- Ratusz miejski – siedziba władz miasta i gminy Burgos. Budynek wzniesiony został w 1787 roku i podobnie jak przylegające budowle, został zaprojektowany przez Venturę Rodrígueza. Ratusz jest unikalnym przykładem hiszpańskiego neoklasycyzmu. Na zewnątrz budynku zaznaczone są poziomy jakie osiągnęła woda, która wylała z rzeki Arlanzón w czasie powodzi w różnych latach.

## Gospodarka
W mieście rozwinął się przemysł spożywczy, metalowy, chemiczny oraz papierniczy. Centrum handlu wełną.

## Klimat
| Miesiąc | Sty  | Lut  | Mar  | Kwi  | Maj  | Cze  | Lip  | Sie  | Wrz  | Paź  | Lis  | Gru | Roczna |
| --- | ---- | ---- | ---- | ---- | ---- | ---- | ---- | ---- | ---- | ---- | ---- | --- | ------ |
| Średnie temperatury w dzień [°C]                                                                                                 | 7.0  | 9.0  | 12.9 | 14.4 | 18.4 | 23.7 | 27.6 | 27.5 | 23.3 | 17.2 | 10.9 | 7.7 | 16,6   |
| Średnie dobowe temperatury [°C]                                                                                                  | 3.1  | 4.1  | 7.0  | 8.6  | 12.2 | 16.5 | 19.5 | 19.5 | 16.1 | 11.5 | 6.6  | 3.9 | 10,7   |
| Średnie temperatury w nocy [°C]                                                                                                  | -0.8 | -0.8 | 1.1  | 2.7  | 5.9  | 9.2  | 11.5 | 11.5 | 8.9  | 5.9  | 2.1  | 0.2 | 4,8    |
| Opady [mm] | 44   | 35   | 34   | 61   | 63   | 41   | 23   | 23   | 38   | 60   | 60   | 63  | 546    |
| Średnia liczba dni z opadami | 7.5  | 6.9  | 6.1  | 9.2  | 9.3  | 5.7  | 3.6  | 3.4  | 5.3  | 8.3  | 8.7  | 9.3 | 83,5   |
| Wilgotność [%] | 85   | 77   | 69   | 69   | 67   | 62   | 57   | 58   | 65   | 74   | 82   | 85  | 71     |
| Średnie usłonecznienie [h] | 86   | 116  | 175  | 185  | 226  | 277  | 320  | 292  | 220  | 151  | 99   | 78  | 2223   |
| Źródło: Agencia Estatal de Meteorología (liczba dni z opadami dla wartości 1 mm, wysokość 891 m n.p.m., przedmieścia, 1981-2010) |      |      |      |      |      |      |      |      |      |      |      |     |        |

## Transport

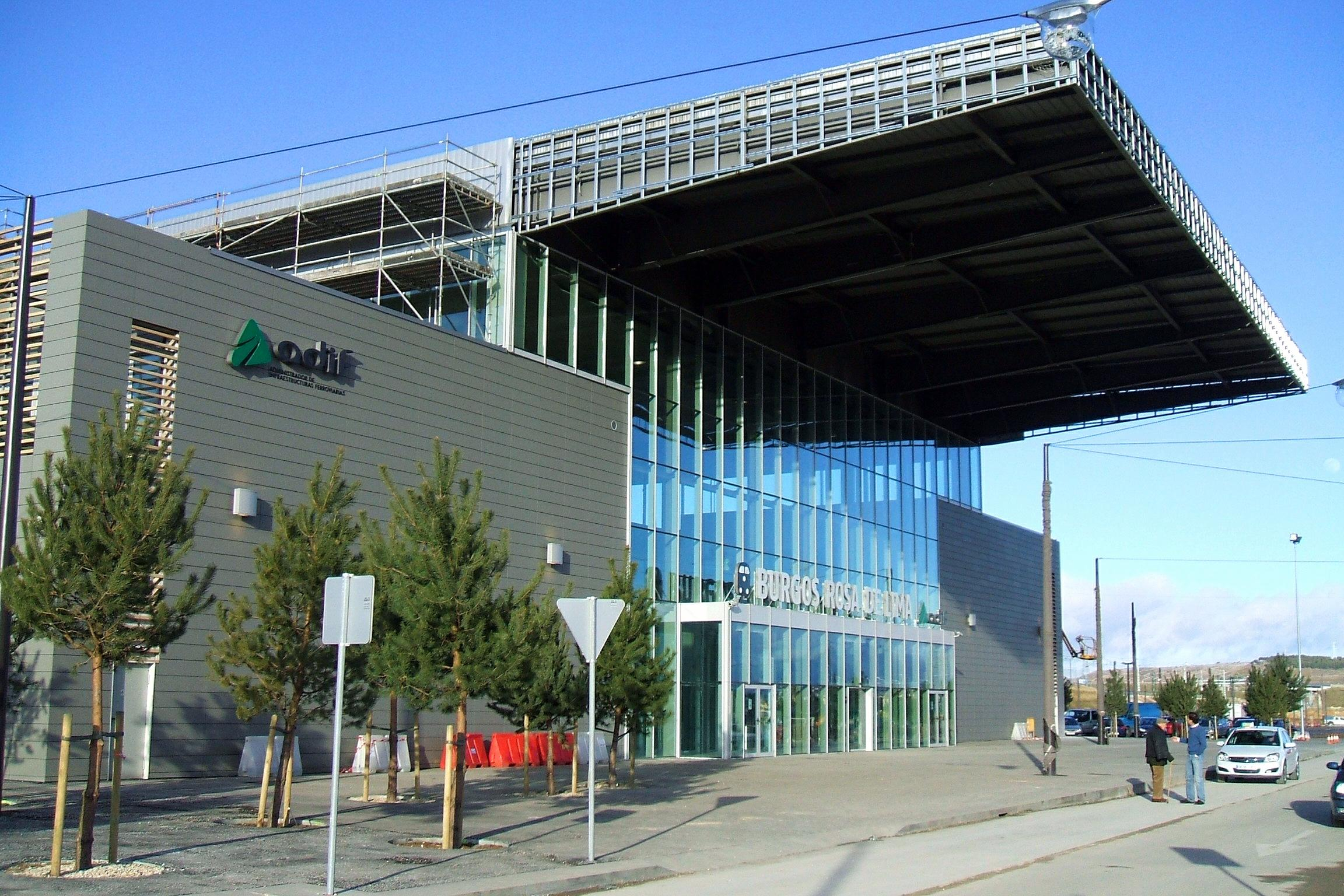
Otwarta w 2008 roku stacja kolejowa Rosa de Lima

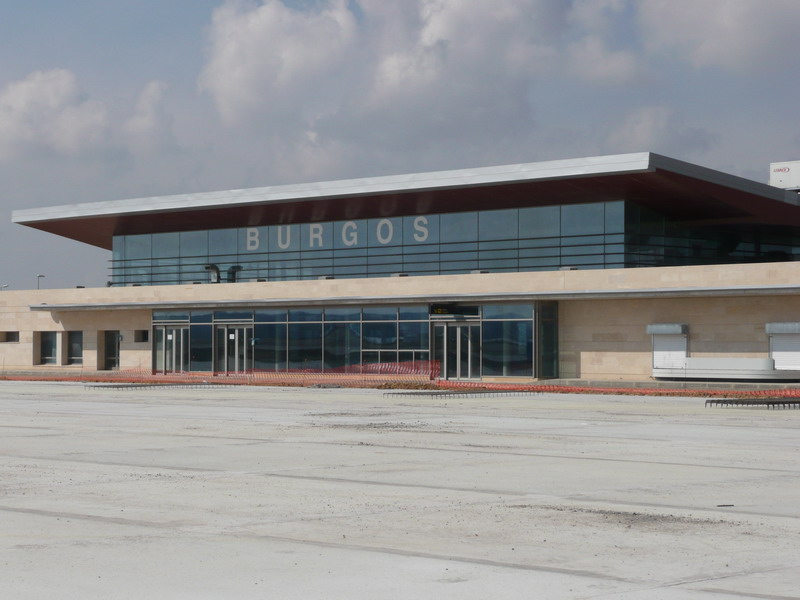
Terminal portu lotniczego Burgos

Na terenie Burgos kursuje 31 linii autobusowych, z których korzysta rocznie prawie 14 milionów pasażerów (stan na rok 2007).
Miasto uważane jest za istotny węzeł kolejowy z bezpośrednimi połączeniami do Madrytu i Irun w Kraju Basków, obsługiwanymi przez Renfe. Od grudnia 2007 Burgos znajduje się na mapie szybkich połączeń promowanych przez RENFE pod marką Alvia. W roku 2013 ma zacząć dojeżdżać do Burgos również superszybka kolej AVE, której pociągi mają zatrzymywać się na otwartej 12 grudnia 2008 roku stacji Rosa de Lima w dzielnicy Villímar na północnym wschodzie miasta. Jest to kluczowa linia w rozwoju transportu kolejowego w Hiszpanii, gdyż znajduje się na trasie łączącej Francję z Hiszpanią i Portugalią.
W odległości około 4 km na zachód od centrum w dzielnicy Villafría znajduje się port lotniczy Burgos, który 10 lipca 2008 otwarł swe wrota dla lotów komercyjnych. Nastąpiło to po generalnym remoncie, których pochłonął 45 mln euro. Lotnisko posiada stałe połączenia lotnicze z Barceloną i Paryżem, a także sezonowe połączenie z Palma de Mallorca. Pomimo niedawnego otwarcia i rozpoczęcia działalności w okresie kryzysu finansowego, portu lotniczy pokonał podobne lokalne lotniska regionu takie jak Vitoria, Logroño i León, odprawiając więcej pasażerów w roku 2009.

## Edukacja
Burgos nie jest uważane za ważny ośrodek edukacyjny, ale podejmowane są działania, by zmienić ten stan rzeczy. Pierwszym krokiem w tym kierunku było przemianowanie w 1994 roku tutejszego wydziału Uniwersytetu w Valladolid na Uniwersytet w Burgos. Druga wyższa uczelnia obecna w mieście to prywatny Międzynarodowy Uniwersytet Kastylii i Leónu (hiszp. Universidad Internacional de Castilla y León).

### Uniwersytet w Burgos
Uniwersytet w Burgos (hiszp. Universidad de Burgos) w latach 1974-1994 był zamiejscowym wydziałem Uniwersytetu w Valladolid. Obecnie jest niezależną uczelnią posiadającą 5 wydziałów:
- Wydział Nauk
- Wydział Biznesu i Ekonomii
- Wydział Prawa
- Wydział Humanistyczno-Pedagogiczny
- Wydział Politechniczny

Na 30 kierunkach licencjackich i 20 kierunkach doktoranckich kształci się tu około 10 000 studentów. Według rankingów prowadzonych przez hiszpańską organizację Webometrics, Uniwersytet w Burgos plasuje się na 52. miejscu wśród hiszpańskich uczelni wyższych i na 1729. miejscu na świecie.

## Sport

### Kluby sportowe
- Burgos CF (pełna nazwa: Burgos Club de Fútbol) – założony na nowo w 1994 roku klub piłkarski z korzeniami sięgającymi roku 1922. W sezonie 2009/10 występuje w grupie 8 Tercera División, czwartej ligi hiszpańskiej piłki nożnej. W przeszłości klub grał przez 6 sezonów w pierwszej lidze (obecnie La Liga), głównie w latach ’70. Burgos CF rozgrywa swoje spotkania jako gospodarz na stadionie Estadio El Plantío. Stadion ma 16 000 miejsc, w tym 14 000 miejsc siedzących[18].
- C.V. Diego Porcelos (pełna nazwa: Club Voleibol Diego Porcelos) – zespół siatkówki kobiet występujący w pierwszej lidze (Superliga Femenina de Voleibol), w której w sezonach 2007/08 i 2008/09 zajął piąte miejsce. W rozgrywkach ligowych figuruje pod nazwą Universidad de Burgos (Uniwersytet Burgos). Istnieje od roku 1976, a od roku 1997 jest niezależnym klubem sportowym.
- Club Baloncesto Atapuerca – drużyna koszykówki mężczyzn, która występuje w kategorii LEB Oro klasy rozgrywkowej Liga Española de Baloncesto (druga po Lidze ACB pod nazwą Ford Burgos.

### Wydarzenia sportowe
- Vuelta a Burgos – profesjonalny wyścig kolarski rozgrywany w prowincji Burgos, z finiszem w mieście. Rozgrywany jest od 1946 roku. Od 2005 roku wyścig znajduje się w kategorii UCI Europe Tour.

## Ludzie związani z Burgos

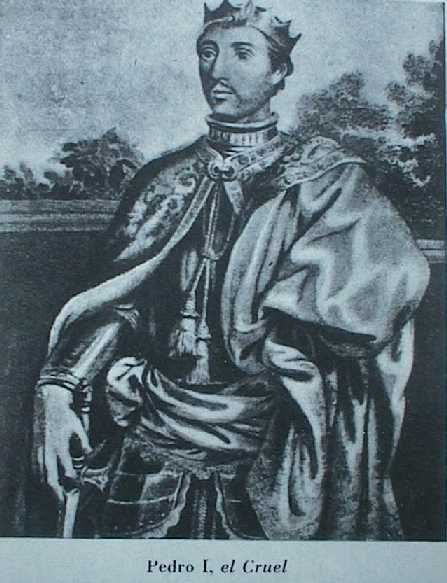
Piotr I Okrutny

- Ramiro II Mnich – król Aragonii (ur. ok. 1075, zm. 1157)
- Pedro Rodríguez – biskup Burgos (zm. 1310)
- Piotr I Okrutny – król Kastylii i Leónu (ur. 1334, zm. 1369)
- Henryk III Chorowity – król Kastylii i Leónu (ur. 1379, zm. 1406)
- Juan Rodríguez de Fonseca – duchowny i polityk (ur. 1451, zm. 1524)
- Diego de Siloé – architekt i rzeźbiarz (ur. 1490, zm. 1563)
- Isidoro Gutiérrez de Castro y Cossio – gubernator i polityk, zamordowany w katedrze w Burgos (ur. 1824, zm. 1869)
- Luis Martín – Przełożony Generalny Towarzystwa Jezusowego (ur. 1846, zm. 1906)
- Joan Baptista Benlloch i Vivó – arcybiskup Burgos (ur. 1864, zm. 1926)
- Juan Yagüe Blanco – wojskowy (ur. 1891, zm. 1952)
- Juan Vicente Herrera – hiszpański polityk, prezydent Kastylii i Leónu (ur. 1956)
- Esther San Miguel – judoczka (ur. 1975)
- Juan Mata – reprezentant Hiszpanii w piłce nożnej (ur. 1988)

## Współpraca
Miejscowości partnerskie:
- Brugia, Belgia
- Loudun, Francja
- Pessac, Francja
- Walencja, Hiszpania
- Sattat, Maroko
- San Juan de los Lagos, Meksyk (od 1982)[19]
- Vicenza, Włochy